# Salo
Salo – miasto w Finlandii w prowincji Finlandia Zachodnia. Około 54 749 mieszkańców.

## Sport
- LP Viesti Salo – klub piłki siatkowej kobiet
- Salon Piivolley – klub piłki siatkowej mężczyzn

## Miasta partnerskie
- Katrineholm, Szwecja
- Kramfors, Szwecja
- Vingåker, Szwecja
- Mariestad, Szwecja
- Trosa, Szwecja
- Vennesla, Norwegia
- Levanger, Norwegia
- Sandnes, Norwegia
- Odder, Dania
- Varde, Dania
- Nyborg, Dania
- Rżew, Rosja
- Gmina Anija, Estonia
- Emmaste, Estonia
- Türi, Estonia
- Gmina Pühalepa, Estonia
- Kaarma, Estonia
- Albu, Estonia
- Elva, Estonia
- Nagykanizsa, Węgry
- Gárdony, Węgry
- Puchheim, Niemcy
- St. Anthony, Stany Zjednoczone